# Tribahia
Tribahia foi uma banda brasileira de axé formada em 2006. Foi inicialmente composta pelos cantores Ninha, Patrícia Gomes e Xéxeu, os três foram vocalistas da banda Timbalada.
No carnaval de Salvador em 2007, comandou o desfile do Bloco Inter. Após o carnaval em 2008, Carla Cristina substituiu o trio de vocalistas da banda. Embora Ninha tivesse saído da Timbalada e tenha sido sócio no projeto de montar a banda nova, ele deixou os vocais da banda apontando motivos financeiros e problemas com o empresário e saiu para criar sua própria banda, a Trem de Pouso. Posteriormente, o trio de vocalistas da formação original se reuniu novamente na banda Trem de Pouso.